# کیم هیه-یون
کیم هیه-یون (انگلیسی: Kim Hye-youn؛ زادهٔ ۳ ژوئن ۱۹۶۰) بازیکن زن بسکتبال اهل کره جنوبی بود. وی در بازی‌های المپیک تابستانی ۱۹۸۸ شرکت کرده‌است.